# تيموثي هاوكس
تيموثي هاوكس (بالإنجليزية: Timothy Hawkes)‏ هو كاتب أسترالي، ولد في 1953.